# Contra Force
Contra Force è un videogioco sparatutto sviluppato da Konami e pubblicato nel 1992 per Nintendo Entertainment System. Distribuito esclusivamente nel mercato statunitense, il gioco era originariamente intitolato Arc Hound.

## Modalità di gioco
Contra Force presenta quattro diversi personaggi. Nella modalità in singolo è possibile far controllare dal computer uno dei personaggi.